# Ratzeburgia pulcherrima
Ratzeburgia pulcherrima är en gräsart som beskrevs av Carl Sigismund Kunth. Ratzeburgia pulcherrima ingår i släktet Ratzeburgia och familjen gräs. Inga underarter finns listade i Catalogue of Life.